# FC Hammonia 1896 Hamburg
FC Hammonia 1896 Hamburg was een Duitse voetbalclub uit Hamburg die bestond van 1896 tot 1904. In 1900 was de club een van de stichtende clubs van de Duitse voetbalbond.

## Geschiedenis
De club werd in 1896 opgericht uit de studentenvereniging Seminarvereinigung Frisch-Auf. Een jaar eerder was ook als de club FC St. Georg uit de vereniging voortgesproten op de linkeroever van de rivier Alster. Hammonia werd op de rechteroever opgericht. De club sloot zich meteen aan bij de voetbalbond van Hamburg-Altona en speelde in het tweede kampioenschap van die bond en werd daar vijfde. Na drie opeenvolgende vierde plaatsen werd de club derde in 1900/01. Het volgende seizoen trok de club zich na de heenronde terug uit de competitie. In 1904 werd de club opgeheven. De leden van de club sloten zich in 1905 aan bij het nieuw opgerichte Teutonia Ottensen.